# 동호동 (동해시)
동호동(東湖洞)은 대한민국 강원특별자치도 동해시의 행정동이다.

## 개요
동호동은 느릅재에서 골말, 새마을, 향로봉을 거쳐 바다로 흐르는 동호천 발원지이다. 조선시대 옥계의 낙풍역과 북평의 평릉역을 잇는 관로의 길목인 느릅재가 있으며, 고려 충혜왕 때 예의판서를 지낸 삼척 심씨 시조인 진주군 심동노 공의 묘소(지리골)와 신도비(붉은언덕) 등 문화재급 자원이 산재해 있다. .

## 법정동
- 발한동 (發翰洞)

## 교육
유아,초,중,고 등 6개의 교육기관이 입지한 교육 중심 지역이다.
- 동해상업고등학교
- 동호초등학교
- 하랑중학교
- 동해중학교

## 관광
- 노봉해수욕장
- 동호해수욕장